# 赫雷恰尼波德
47°47′8″N 33°27′51″E / 47.78556°N 33.46417°E
赫雷恰尼波德（烏克蘭語：Гречані Поди）是位於烏克蘭中部的村莊，由第聶伯羅彼得羅夫斯克州裡克里維里赫區的赫雷恰尼波德市鎮負責管轄。該村分別距離卡利尼夫卡和克拉斯尼皮德公里，面積1.072平方公里，海拔高度103米，2024年人口540。